# Az Athenaeum kézi lexikona
Az Athenaeum kézi lexikona, alcímén A tudományok encziklopédiája különös tekintettel Magyarországra egy 19. század végi nagy terjedelmű magyar nyelvű 2 kötetes általános lexikon volt.

## Jellemzői
Az 1892–1893-ban az Athenaeum Irodalmi és Nyomdai Rt. jóvoltából megjelent összességében mintegy 1900 oldal (pontosabban 3840 nagy 8°-rétű hasáb szöveg) terjedelmű mű egy alapos kézi lexikon volt. A kötetek borítója a vele szinte egyidőben megjelent A Pallas nagy lexikonához hasonlóan díszes kialakítású. 
A korabeli neves zsidó származású történész, Acsády Ignác által szerkesztett kötetek egy korabeli könyvismertetés szerint kísérletet tettek arra, hogy bemutassák az emberiség tudásának összes ágát, azaz:
- az irodalmat
- a történelmet
- a jogot és az államtudományt
- a közgazdaságot és a pénzügyet
- a filozófiát
- a földrajzot
- a természetrajzot
- a természettant
- a csillagászatot
- a vegytant
- az orvostudományt
- a katonai tudományokat
- a zeneművészetet
- a sportokat
- a mérnöki, gépészeti és technikai tudományokat,
- illetve nagyszámú életrajzot

– ABC-szerű módon „a tudomány mai szinvonalának megfelelően a legujabb vivmányok, haladások, kutatások és adatok felhasználásával”, hogy a mű ne csak a szakemberek, hanem a szélesebb olvasóközönség érdekeit is szolgálhassa. A kiadók nagy hangsúlyt fektette arra, hogy a mű magyar szellemű mű legyen, azaz behatóan foglalkozzon a Magyarországgal összefüggő tudományos és művészeti témakörökkel is. Emellett képes mellékleteket („16 színes műlap, 32 térkép, 34 kétoldalú fekete képtábla, 14 táblázat”) is iktattak az ismeretek jobb feldolgozása érdekében a több témakörhöz. A cél az volt, hogy a lexikon minden magyar család könyvtárává váljon. Egyben európai jelentőségének kiemelésére az ismertetésben jelezték, hogy az alkotás mintegy speciális magyar kiegészítője lehet a neves német Conversations Lexikonnak. Díszes félbőrkötésben 14 forintért, fűzött változatban 12 forintért kínálták a vásárlóknak.

## Reprint és elektronikus kiadás, előfordulása napjainkban
A mű reprint kiadással nem rendelkezik, azonban elektronikus úton bárki számára elérhető a Magyar Elektronikus Könyvtár honlapjáról: . Ritkasága miatt árverési tételként is előfordul olykor.

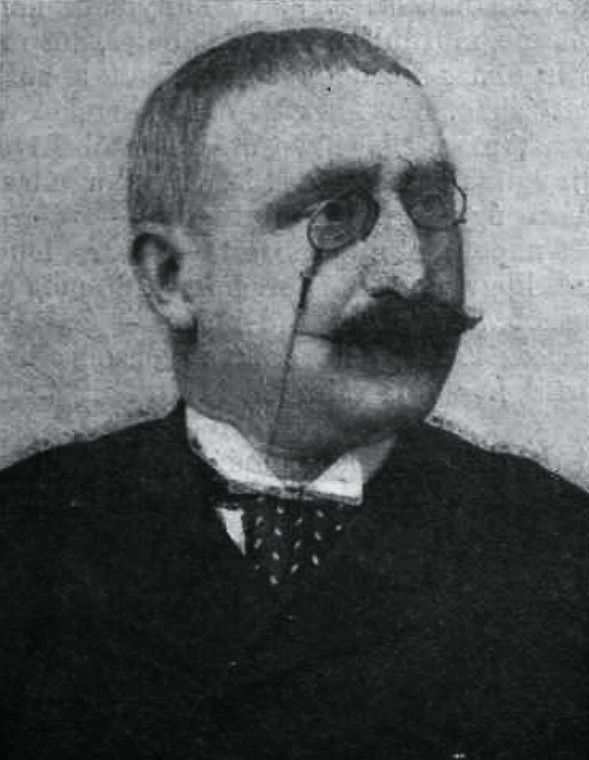
A kötetek szerkesztője, Acsády Ignác

## Kötetbeosztás
Az egyes kötetek a következők voltak:
| Kötetszám | Kötetcím |
| --------- | -------- |
| I.        | A–K      |
| II.       | L–Z      |